# Folland Gnat
Il Folland Gnat era un aereo da addestramento e attacco leggero monomotore turbogetto ad ala a freccia prodotto dall'azienda britannica Folland Aircraft Limited negli anni cinquanta, ed utilizzato in alcune aeronautiche militari mondiali e nelle pattuglie acrobatiche Red Arrows e Yellowjacks.

## Storia del progetto
Lo sviluppo dello Gnat fu svolto inizialmente per rispondere ad una specifica emessa dalla NATO nel 1956 per la fornitura di un aereo da caccia leggero.
Definito uno "Spitfire a reazione", esso ebbe problemi di messa a punto che gli impedirono di partecipare in tempo utile al concorso, ma in seguito entrò in servizio sia nella RAF (come addestratore) che in Finlandia (13 in tutto), mentre l'India ne ricevette o produsse su licenza 195, impiegati con successo nella guerra nel 1965, quando vennero definiti "Sabre-slayiers" cioè ammazza-F-86.
Con una lunghezza di circa 7,32 metri ed un'apertura alare di 9,7, un peso di circa 3.900 kg al decollo ed un motore Orpheus da 2.200 kg, gli Gnat erano davvero dei mini-caccia, progettati dall'ing. Petter della Hawker, sconcertato dal gigantismo che i moderni jet stavano mostrando (ad esempio l'English Electric Lightning) e dall'incremento dei costi. Lo Gnat è stato prodotto anche in India come HAL Ajeet. Notevoli erano la sua estrema compattezza e la maneggevolezza.

## Utilizzatori
Finlandia
- Suomen ilmavoimat

 India
- Bhartiya Vāyu Senā

 Regno Unito
- Royal Air Force
  - Red Arrows aerobatic team
  - Yellowjacks aerobatic team

 Jugoslavia

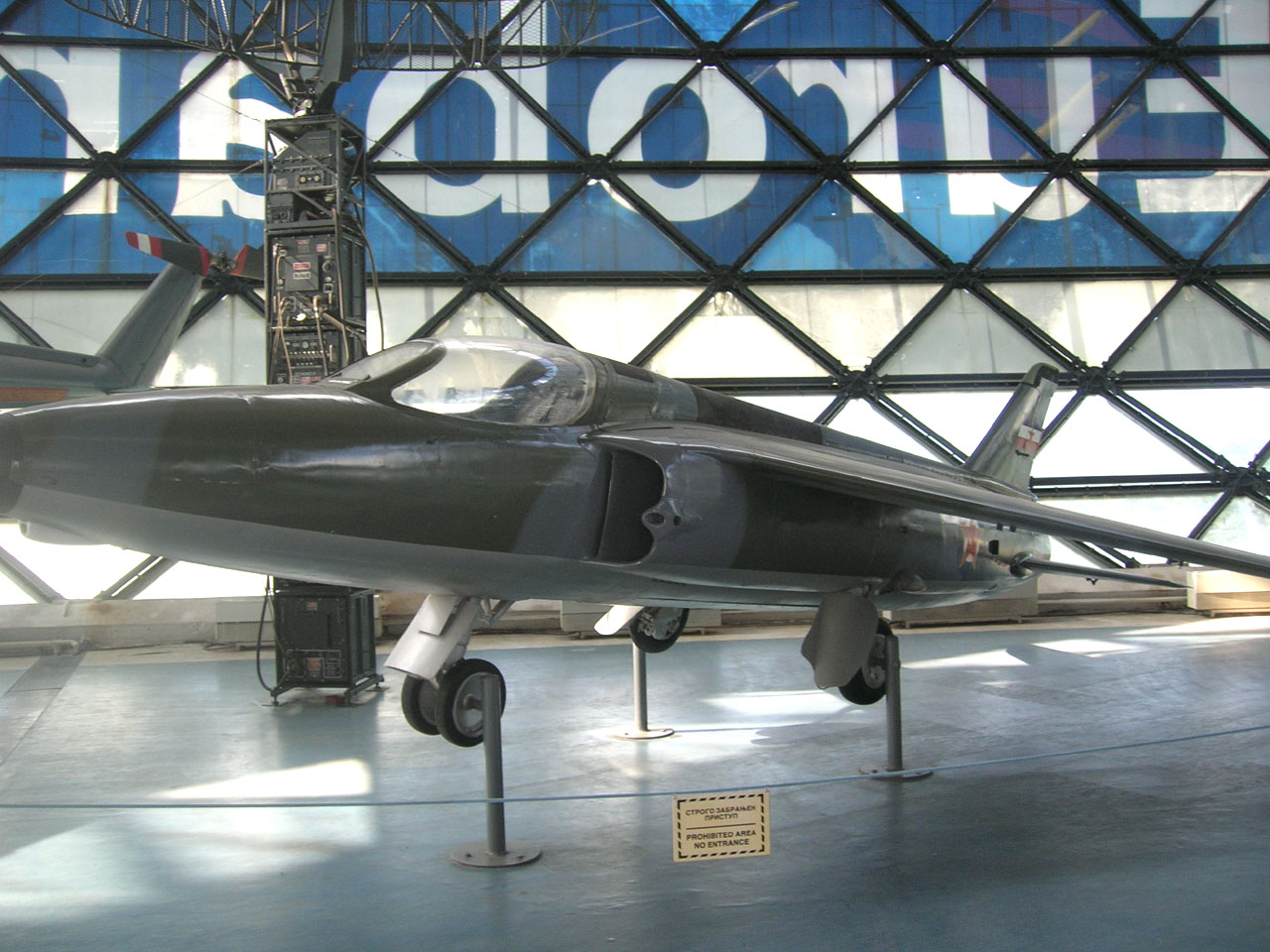
Il Folland Gnat in livrea RV i PVO esposto al museo dell'aeronautica di Belgrado.

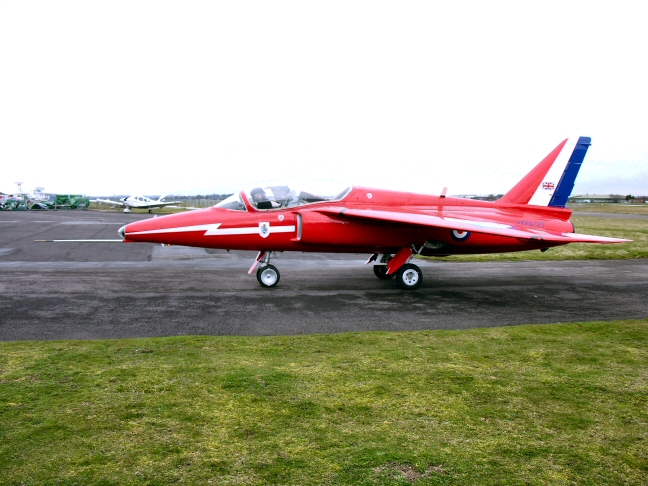
Lo Gnat XR537 della pattuglia acrobatica britannica Red Arrows.

- Jugoslovensko ratno vazduhoplovstvo i protivvazdušna odbrana

ricevette solo due esemplari, numero di costruzione FL14 e FL17, originariamente immatricolate rispettivamente come G-39-8 e G-39-9, che vennero inventariati assumendo i nuovi numeri di registrazione 11601 e 11602. Vennero utilizzati per prove di valutazione e di volo dal VOC (centro sperimentale di volo).

## Curiosità

### Cinema
Il Folland Gnat è stato utilizzato come aereo protagonista del film parodia "Hot Shots!" con Charlie Sheen e Valeria Golino. Nel film, parodia del più noto "Top Gun", lo Gnat "sostituisce" l'F-14 Tomcat.

### Pubblicazioni
- (EN)  Burnet, Charles. "Folland's (G)Natty Fighters." AIR Enthusiast Twenty-four, April-July 1984. Bromley, Kent, UK: Pilot Press Ltd., 1984.
- (EN)  Chopra, Pushpindar. "Fly with a Sting." Air International, Volume 7, no. 2, August 1974.
- (EN)  Willis, David. "The Folland Gnat. (Database)" Aeroplane, September 2008.